# Мелета
Мелета (на гръцки: Μελέτη, Melete) в гръцката митология в Беотия е „титанска“ муза на медитацията, упражнението и практиката.
Нейните сестри при Павзаний са Аойда (пеене) и Мнема (спомняне).
Според Цицерон нейните сестри са Телксиное (сърдечната радост), Архе (началото) и Аойда (пеенето). При него те са дъщери на Зевс и нимфата Плузия.
На нея е наречен астероида (56) Melete.